# Exodus (Utada Hikaru)
Exodus (エキソドス?, Ekisodosu) è il secondo album in lingua inglese della cantante giapponese Utada, il primo pubblicato a livello internazionale con il suo vero nome. L'album è stato pubblicato l'8 settembre 2004 dalla Island Records in Giappone, ed il 5 ottobre 2004 nel resto del mondo. L'album è stato ripubblicato dalla Mercury Records nel Regno Unito oltre un anno dopo, il 25 settembre 2005. Exodus ha ricevuto generalmente recensioni favorevoli dalla critica musicale. Exodus è stato ripubblicato il 20 settembre 2006 in Giappone per la Def Jam, in edizione limitata. In tutte le sue versioni, l'album ha venduto 1.5 milioni di copie in tutto il mondo. Easy Breezy, Devil Inside ed Exodus '04 sono i tre singoli pubblicati in America, mentre per il mercato britannico è stato aggiunto anche You Make Me Want to Be a Man.

## Tracce
1. Opening – 1:50
2. Devil Inside – 3:58
3. Exodus '04 – 4:32
4. The Workout – 4:01
5. Easy Breezy – 4:03
6. Tippy Toe – 4:15
7. Hotel Lobby – 4:30
8. Animato – 4:31
9. Crossover Interlude – 1:18
10. Kremlin Dusk – 5:14
11. You Make Me Want to Be a Man – 4:37
12. Wonder 'Bout – 3:48
13. Let Me Give You My Love – 3:38
14. About Me – 4:00

Tracce bonus dell'edizione britannica
1. You Make Me Want to Be a Man (Bloodshy & Avant Mix) - 3:59
2. You Make Me Want to Be a Man (Junior Jack Mix) - 6:44